# Tres
Tres è una frazione di 661 abitanti della provincia autonoma di Trento in Trentino-Alto Adige.
Fino al 31 dicembre 2014 ha costituito, assieme alla frazione di Vion, un comune autonomo, che al momento della sua soppressione contava 716 abitanti Il comune, che confinava con i comuni di Coredo, Cortaccia sulla Strada del Vino (BZ), Sfruz, Smarano, Taio e Vervò, è stato soppresso insieme a Coredo, Smarano, Taio e Vervò per l'istituzione del comune di Predaia il 1º gennaio 2015.

## Geografia
Il paese di Tres è suddiviso su tre colli: Doss, che anticamente era la sede del castelliere, San Rocco, dove solitamente venivano effettuate le assemblee comunali e infine il colle Mimiela. Ai tempi dei romani Tres era una guarnigione, più tardi invece divenne un villaggio di abili scalpellini.
Sul colle San Rocco si trova la chiesa parrocchiale, costruita nel 1841 sopra i resti della più antica chiesa di San Rocco, distrutta in un incendio nel 1760. Molto suggestivo è il parco verde chiamato "Prà del Lac" che circonda l'edificio. Di pregio è anche la chiesa di Sant'Agnese sul Doss e la chiesa di S. Sigismondo nella piccola frazione di Vion.
Nella parte nord del paese si arriva al lago artificiale (Il Bacino) di Tres. Proseguendo in direzione di Vervò si giunge all'altopiano della Predaia, dove durante la stagione invernale sono funzionanti alcuni impianti di risalita e dove è talvolta possibile praticare lo sci nordico. Anche in estate alcuni sentieri tra i boschi offrono ai visitatori momenti di svago molto emozionanti.

### Simboli

Vecchio stemma comunale

Lo stemma e il gonfalone del comune di Tres erano stati approvati con D.G.P. del 6 febbraio 1987.
Stemma
Gonfalone

## Monumenti e luoghi d'interesse

### Architetture religiose
- Chiesa di Sant'Agnese, chiesa parrocchiale.
- Chiesa di Sant'Agnese in Colle[8], chiesa cimiteriale che si trova in località Doss ed è una delle più belle e caratteristiche chiese di montagna. Lo stile è gotico, nonostante conservi alcuni elementi della precedente costruzione romanica. Le prime notizie dell'originario luogo di culto risalgono al 1307, anche se un primo documento datato 1214 parla di “decima Tresi” facendo riferimento alla presenza di un luogo sacro cui erano destinate le decime. Davanti all'ingresso c'è un curioso portico con quattro archi a tutto sesto che reggono il campanile di tre piani con bifore e cuspide piramidale. Le finestre sono a traforo. Il tetto di scandole è a due spioventi fortemente inclinati. L'interno, con un pavimento moderno del 1877, è a quattro campate con volta a rete; le colonnine, con capitelli fregiati a cordone, poggiano su basi ottagonali. All'interno numerosi sono gli affreschi dedicati all'Ultima Cena, alla Cena di Emmaus, ai Santi, nell'Arco Santo è rappresentata l'Annunciazione con al centro il Cristo benedicente dentro la mezza mandorla. Caratteristico è il presbiterio a forma pentagonale con volta stellata, in origine completamente affrescato. Gli altari sono in legno intagliato, dorato e dipinto: l'altare maggiore raffigura il martirio di sant'Agnese, un altare è dedicato al matrimonio mistico di santa Caterina, un altro a sant'Orsola e le compagne. Di particolare fattura è la cappella del Rosario con un altare di legno policromo che racchiude l'immagine della Madonna del Rosario risalente al 1648.

### Aree naturali
- Corno di Tres (Tresner Horn in tedesco) è una montagna delle Alpi alta 1.817 m s.l.m. Si trova nelle Alpi Retiche meridionali, sullo spartiacque tra la val di Non e la val d'Adige, al confine tra la provincia di Trento e la provincia di Bolzano. Fa parte della Costiera della Mendola.

## Società

### Evoluzione demografica
Abitanti censiti

## Amministrazione
| Periodo        | Periodo          | Primo cittadino    | Partito      | Carica  | Note |
| -------------- | ---------------- | ------------------ | ------------ | ------- | ---- |
| 14 maggio 2000 | 9 maggio 2005    | Alberto Corazzolla | Lista civica | Sindaco |      |
| 9 maggio 2005  | 16 maggio 2010   | Alberto Corazzolla | Lista civica | Sindaco |      |
| 17 maggio 2010 | 31 dicembre 2014 | Alberto Corazzolla | Lista civica | Sindaco |      |

## Galleria d'immagini

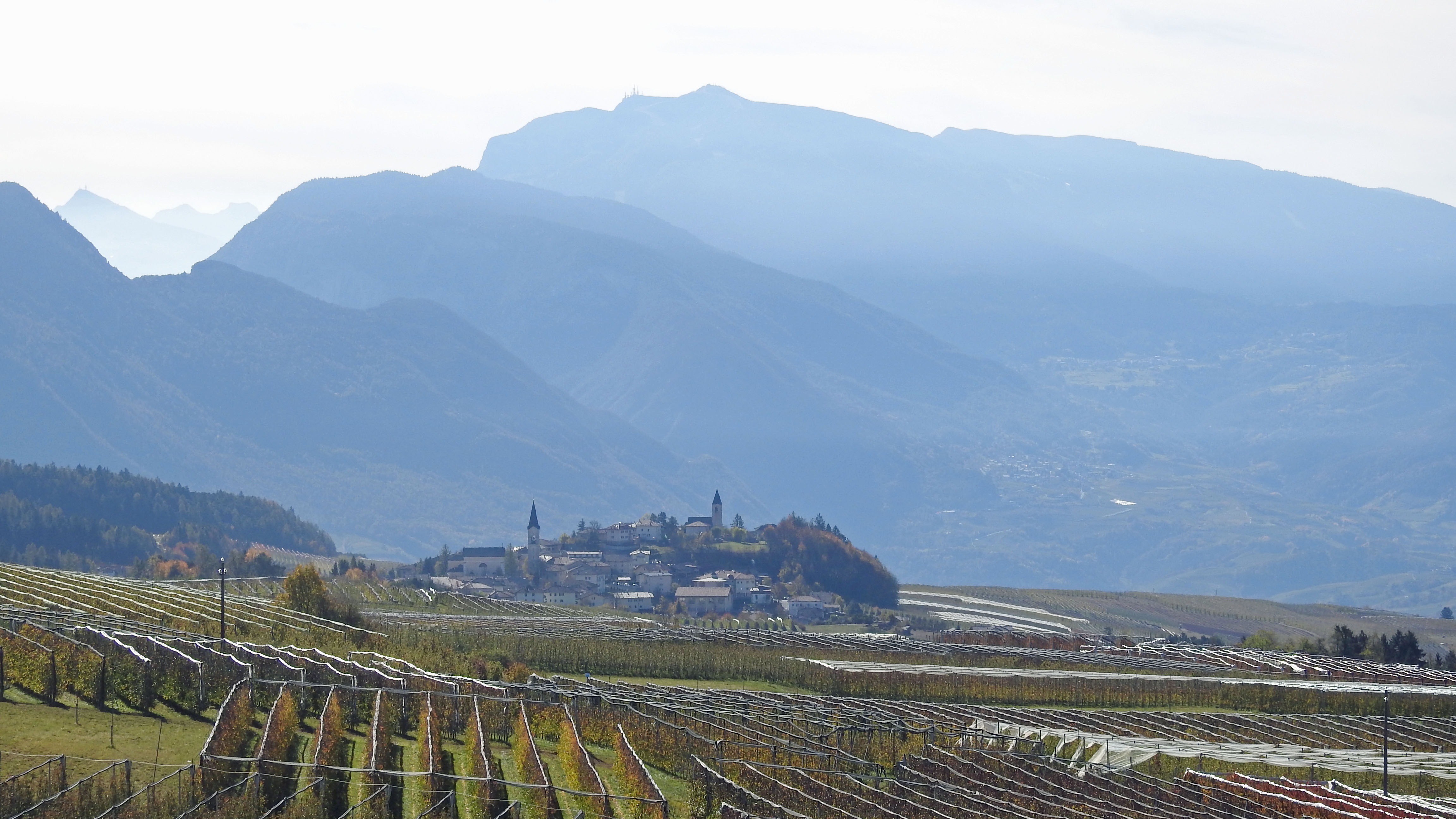
Tres da nord